# Miloš N. Đurić
Miloš N. Đurić OSS (în sârbă Милош Н. Ђурић; n. 14 ianuarie 1892, Benkovac⁠(d), Cantonul Brod-Posavina, Croația – d. 5 decembrie 1967, Belgrad, RS Serbia, RSF Iugoslavia) a fost un filolog clasic sârb, elenist, traducător de literatură clasică, filozof, profesor universitar și membru deplin al Academiei Sârbe de Științe și Arte. Manualele lui Đurić și traducerile sale ale operelor literare clasice precum Iliada, Odiseea și Poetica sunt încă în uz. Conform Dr. Ksenija Maricki Gađanski, numeroasele contribuții ale lui Đurić la cultura sârbă îl plasează pe o treaptă egală cu iluminiștii sârbi anteriori, precum Sfântul Sava și Dositej Obradović.

## Biografie
Născut ca fiul cel mare al unei familii de opt copii, tatăl lui Đurić, Nikola, era profesor și scriitor, care i-a introdus poezia epică sârbă, ceea ce avea să influențeze cariera sa viitoare. A început să scrie și să publice poezie și critici literare de timpuriu. În 1918, Đurić locuia în Osijek, unde a încercat să publice o lucrare despre poezia epică sârbă intitulată "Smrt majke Jugovića" ("Moartea mamei Jugovića"). Cenzorii austro-ungari din Osijek au interzis publicarea lucrării pe motiv că "amenință interesele naționale". Đurić a absolvit Facultatea de Filozofie a Universității din Belgrad și și-a susținut teza de doctorat la Universitatea din Zagreb în 1929.
A lucrat ca profesor la un gimnaziu din Zemun și Sremska Mitrovica, unde a publicat poezii și eseuri într-o revistă locală numită "Serbia". A devenit ulterior profesor universitar, predând istoria literaturii antice grecești, poziție pe care a deținut-o timp de patru decenii.
Guvernul marionetă al Serbiei l-a forțat să se pensioneze mai devreme și l-a trimis în lagărul de concentrare Banjica. Singurul său fiu, Rastko, a murit pe front în Slavonia în 1945. Începând de atunci, Đurić și-a dedicat întreaga operă în memoria lui.
Societatea Muzicală Kornelije Stanković din Belgrad l-a ales membru deplin, iar Đurić a devenit ulterior președintele organizației. Între anii 1952 și 1957, a fost președintele Uniunii Literare Sârbe, redactor-șef al mai multor reviste academice și colaborator la 96 de reviste și reviste. Societatea de Psihanaliză din Belgrad l-a numit membru deplin, iar el a tradus în sârbă unele dintre cele mai influente lucrări de literatură psihanalitică.
Bibliografia completă a lucrărilor lui Đurić cuprinde aproximativ 400 de titluri, totalizând peste 10.000 de pagini.